# Toyota Gaia
Toyota Gaia (Гайя) — пятидверный шести- или семиместный минивэн, выпускавшийся компанией Toyota Motor Corporation с мая 1998 года по сентябрь 2004 года.
Базой для данного автомобиля является Toyota Ipsum — систеркар (sister car) и Toyota Caldina (platform sharing). В связи с этим модели кузовов как у Toyota Ipsum, так и Toyota Gaia идентичны — кузов (переднеприводных моделей): SXM 10G, CXM 10G, ACM 10G и кузов (полноприводных моделей): SXM 15G, CXM 15G, ACM 15G.
Представляет собой семейный минивэн, c тремя рядами сидений. По длине, высоте, и габаритам багажника и салона больше по сравнению с систеркаром Toyota Ipsum.

## Двигатели
Комплектовался бензиновыми двигателями 3S-FE с мая 1998 года и с системой впрыска D4 1AZ-FSE с апреля 2001 года объёмом 2,0 и 2,2 литра с автоматической коробкой передач либо дизельным двигателем 3C-TE turbodiesel с объёмом 2,2 литра. Также существует версия с полным приводом (только с двигателем 2,0 л). Полный привод — электромеханический, подключаемый с кнопки (только во время остановки).

## Подвеска
| Подвеска и рулевое управление |                  |
| Тип передней подвески:        | Винтовая пружина |
| Тип задней подвески:          | Винтовая пружина |
| Тип рулевого управления:      | Шестерня-рейка   |

## Модификации
В 1998 году появился минивэн Toyota Gaia. Первая серия с различными кузовами (SXM 10G, CXM 10G, SXM 15G, CXM 15G) выпускалась с мая 1998 — по апрель 2001 год как в переднеприводной, так и в полноприводной версиях.
Вторая серия Toyota Gaia сошла с конвейера в апреле 2001 года и производилась до сентября 2004 года, с кузовами SXM 10G, CXM 10G, ACM 10G. Данную модель (Toyota Gaia) сменила новая — Toyota Isis. В данной серии полноприводная версия не выпускалась. Прямоугольные стоп-сигналы и 4 фары с разной формой стали отличительной чертой этого автомобиля.
В 2002 году появилась ещё одна версия автомобиля, которая получила название Limited — кузов (ACM 15G).
По техническим характеристикам, ряду деталей кузова, подвески, двигателю минивэн Toyota Gaia идентичен Toyota Ipsum и Toyota Nadia..

## История наименования
Toyota Gaia от др.-греч. Γαία «земля», своё название получила в честь древнегреческой богини Земли — Геи. Преемник данного автомобиля — Toyota Isis получила своё наименование в честь древнеегипетской богини Земли — Исиды.

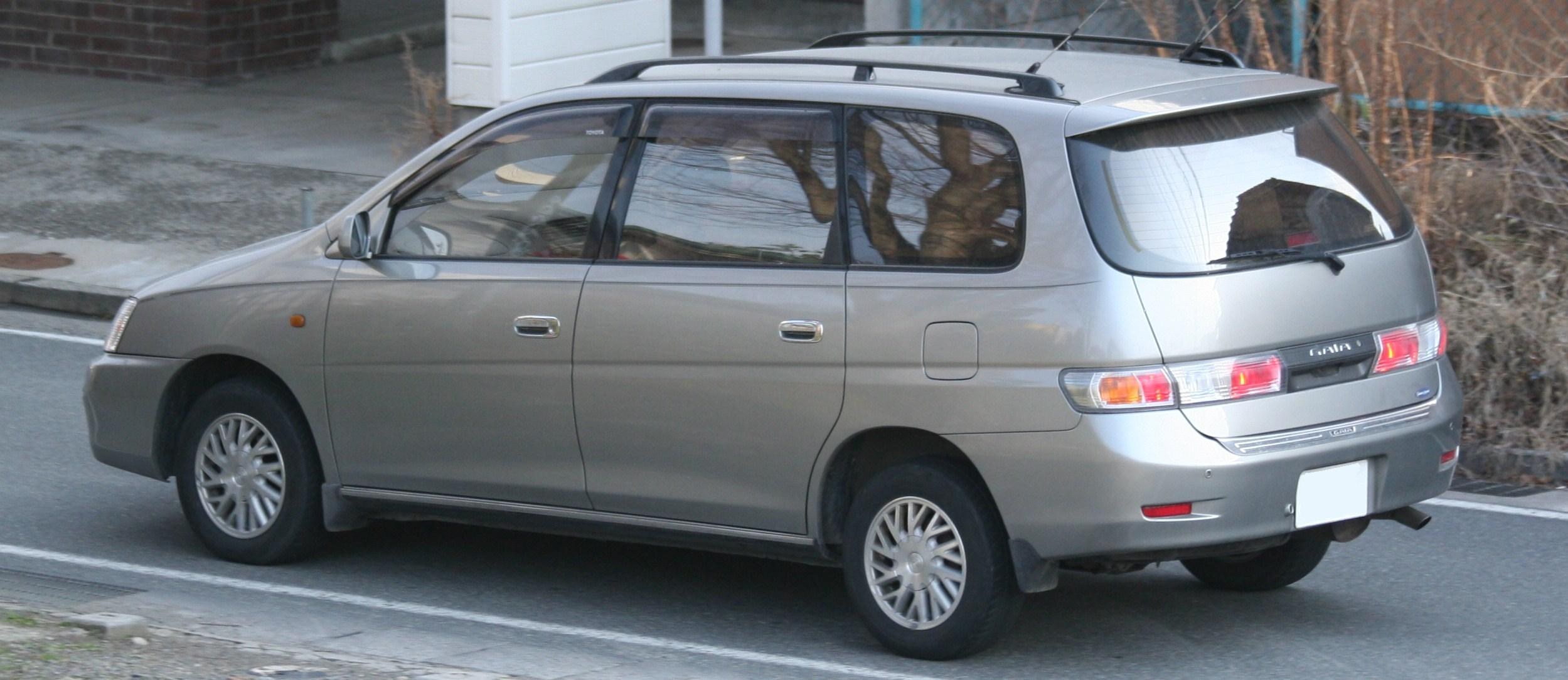
Toyota Gaia - май 1998 г.
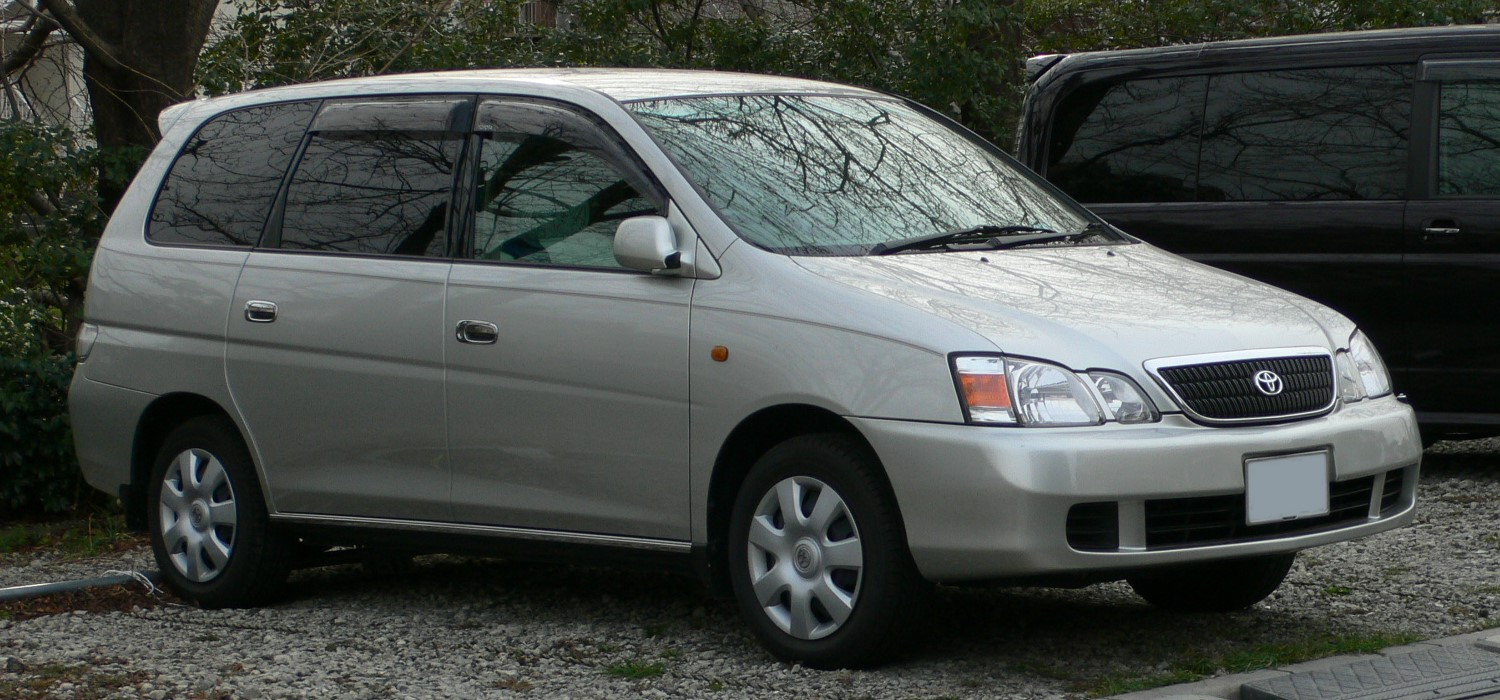
Toyota Gaia - апрель 2001 г.

Диапазон цен составляет от 2,05 млн иен до 2,29 млн иен. Цена варьируется из-за разницы между двигателем и системой привода.

## Toyota Gaia в России
В Россию автомобиль официально не поставлялся и не предназначался для продаж, так как выпускался только в праворульной версии. Ввоз Toyota Gaia на территорию Российской Федерации происходил только в частном порядке, в основном бывшие в употреблении (с пробегом в стране происхождения - Японии).
Большая часть ввезённых Toyota Gaia используется в Восточной Сибири и в Тихоокеанской России. По классификации российской таможни, а также и в ГИБДД России автомобиль является универсалом.